# Persone di nome Stefan
| Questa pagina contiene informazioni ricavate automaticamente dalle voci biografiche con l'ausilio del template Bio e di un bot. L'aggiornamento è periodico e automatico e ricostruisce completamente la pagina. Se manca una persona in questa lista, sei pregato di non aggiungerla, ma accertati piuttosto che la sua voce biografica contenga il template Bio e che i dati anagrafici siano correttamente compilati. Se il template Bio manca, inseriscilo tu stesso o, in alternativa, metti l'avviso {{tmp\|Bio}} che ne segnala la mancanza. Se i dati riportati sono sbagliati, correggi direttamente la voce biografica; le modifiche saranno visibili in questa lista entro pochi giorni. Per chiarimenti vedi il progetto antroponimi. La lista contiene solo le 411 persone che sono citate nell'enciclopedia e per le quali è stato implementato correttamente il template Bio. Pagina aggiornata al 22 lug 2025. |

Questa è una lista di persone presenti nell'enciclopedia che hanno il nome Stefan, suddivise per attività principale.

## Allenatori di calcio(20)
- Stefan Aladžov, allenatore di calcio e ex calciatore bulgaro (Sofia, n. 1947)
- Stefan Billborn, allenatore di calcio svedese (Stoccolma, n. 1972)
- Stefan Böger, allenatore di calcio e ex calciatore tedesco orientale (Erfurt, n. 1966)
- Stefan Buck, allenatore di calcio e ex calciatore tedesco (Bad Saulgau, n. 1980)
- Stefan Emmerling, allenatore di calcio e ex calciatore tedesco (Heidelberg, n. 1966)
- Stefan Krämer, allenatore di calcio tedesco (Magonza, n. 1967)
- Stefan Kulovits, allenatore di calcio e ex calciatore austriaco (Vienna, n. 1983)
- Stefan Kuntz, allenatore di calcio e ex calciatore tedesco (Neunkirchen, n. 1962)
- Stefan Leitl, allenatore di calcio e ex calciatore tedesco (Monaco di Baviera, n. 1977)
- Stefan Lex, allenatore di calcio e ex calciatore tedesco (Erding, n. 1989)
- Stefan Lundin, allenatore di calcio e ex calciatore svedese (Korskrogen, n. 1955)
- Stefan Maierhofer, allenatore di calcio e ex calciatore austriaco (Gablitz, n. 1982)
- Stefan Majewski, allenatore di calcio e ex calciatore polacco (Bydgoszcz, n. 1956)
- Stefan Meissner, allenatore di calcio e ex calciatore tedesco (Bad Harzburg, n. 1973)
- Stefan Minkwitz, allenatore di calcio e ex calciatore tedesco orientale (Magdeburgo, n. 1968)
- Stefan Postma, allenatore di calcio e ex calciatore olandese (Utrecht, n. 1976)
- Stefan Ruthenbeck, allenatore di calcio e ex calciatore tedesco (Colonia, n. 1972)
- Štefan Tarkovič, allenatore di calcio, dirigente sportivo e ex calciatore slovacco (Prešov, n. 1973)
- Stefan Wächter, allenatore di calcio e ex calciatore tedesco (Herne, n. 1978)
- Peter Wennberg, allenatore di calcio svedese (Karlskoga, n. 1975)

## Allenatori di hockey su ghiaccio(2)
- Stefan Ilić, allenatore di hockey su ghiaccio e ex hockeista su ghiaccio serbo (Belgrado, n. 1990)
- Stefan Mair, allenatore di hockey su ghiaccio e ex hockeista su ghiaccio italiano (Bolzano, n. 1967)

## Allenatori di sci alpino(1)
- Stefan Guay, allenatore di sci alpino e ex sciatore alpino canadese (Montréal, n. 1986)

## Allenatori di tennis(1)
- Stefan Koubek, allenatore di tennis e ex tennista austriaco (Klagenfurt, n. 1977)

## Alpinisti(1)
- Stefan Zuck, alpinista tedesco (Reit im Winkl, n. 1913 - Bielany, † 1941)

## Altisti(2)
- Stefan Holm, ex altista svedese (Forshaga, n. 1976)
- Stefan Junge, ex altista tedesco (Lipsia, n. 1950)

## Arcivescovi cattolici(2)
- Stefan Heße, arcivescovo cattolico tedesco (Colonia, n. 1966)
- Stefan, arcivescovo cattolico svedese († 1185)

## Arrampicatori(1)
- Stefan Glowacz, arrampicatore e alpinista tedesco (Oberau, n. 1965)

## Artisti marziali misti(1)
- Stefan Struve, artista marziale misto olandese (Beverwijk, n. 1988)

## Astronomi(3)
- Stefan Karge, astronomo tedesco (n. 1963)
- Stefan Mykhailovich Kozik, astronomo russo (Varsavia, n. 1902 - Tashkent, † 1979)
- Stefan Kürti, astronomo slovacco (n. 1960)

## Attori(7)
- Stefan Arngrim, attore canadese (Toronto, n. 1955)
- Stefan Behrens, attore e doppiatore tedesco (Dresda, n. 1942)
- Stefan Gierasch, attore statunitense (New York, n. 1926 - Santa Monica, † 2014)
- Stefan Iancu, attore rumeno (Bucarest, n. 1997)
- Stefan Kapičić, attore serbo (Colonia, n. 1978)
- Stefan Weinert, attore, regista e produttore cinematografico tedesco (Colonia, n. 1964)
- Stefan Wigger, attore tedesco (Lipsia, n. 1932 - Monaco di Baviera, † 2013)

## Autori di giochi(1)
- Stefan Feld, autore di giochi tedesco (Gengenbach, n. 1970)

## Aviatori(2)
- Stefan Fejes, aviatore austro-ungarico (Győr, n. 1891)
- Stefan Pawlikowski, aviatore e generale polacco (Kozłów, n. 1896 - Francia, † 1943)

## Bassisti(1)
- Stefan Olsdal, bassista, chitarrista e tastierista svedese (Göteborg, n. 1974)

## Batteristi(2)
- Stefan Kaufmann, batterista tedesco (Solingen, n. 1960)
- Stefan Schwarzmann, batterista tedesco (Erlangen, n. 1965)

## Biatleti(1)
- Stefan Höck, ex biatleta tedesco occidentale (Benediktbeuern, n. 1963)

## Biochimici(1)
- Stefan Hell, biochimico rumeno (Arad, n. 1962)

## Bobbisti(3)
- Stefan Gaisreiter, bobbista tedesco (Murnau am Staffelsee, n. 1947)
- Stefan Laussegger, bobbista e ex giocatore di football americano austriaco (n. 1990)
- Stefan Späte, ex bobbista tedesco

## Canoisti(5)
- Stefan Henze, canoista tedesco (Halle, n. 1981 - Rio de Janeiro, † 2016)
- Stefan Kapłaniak, canoista polacco (Szczawnica, n. 1933 - Chicago, † 2021)
- Stefan Pfannmöller, canoista tedesco (Halle, n. 1980)
- Stefan Ulm, canoista tedesco (Berlino, n. 1975)
- Stefan Uteß, canoista tedesco (Demmin, n. 1974)

## Canottieri(2)
- Stef Broenink, canottiere olandese (Apeldoorn, n. 1990)
- Stefan Semmler, ex canottiere tedesco (Zschopau, n. 1952)

## Cantanti(8)
- Cvija, cantante e rapper serbo (Belgrado, n. 1989)
- Stefan Filipović, cantante montenegrino (Podgorica, n. 1987)
- Stefan Fiori, cantante italiano (Italia, n. 1974)
- Redfoo, cantante, musicista e danzatore statunitense (Los Angeles, n. 1975)
- Stefan, cantante estone (Viljandi, n. 1997)
- Stefan Waggershausen, cantante e compositore tedesco (n. 1949)
- Princ od Vranje, cantante e attore teatrale serbo (Vranje, n. 1993)
- Rasta, cantante e rapper serbo (Priština, n. 1989)

## Cardinali(1)
- Stefan Wyszyński, cardinale e arcivescovo cattolico polacco (Zuzela, n. 1901 - Varsavia, † 1981)

## Cestisti(32)
- Stefan Balmazović, cestista serbo (Ivanjica, n. 1989)
- Stefan Birčević, ex cestista serbo (Lazarevac, n. 1989)
- Stefan Đorđević, cestista serbo (Leskovac, n. 1998)
- Stefan Filipov, ex cestista bulgaro (Sofia, n. 1943)
- Stefan Fundić, cestista serbo (Belgrado, n. 1994)
- Stefan Gendera, cestista polacco (n. 1912 - † 2001)
- Stefan Georgiev, ex cestista bulgaro (Sofia, n. 1978)
- Stefan Glogovac, cestista bosniaco (Trebigne, n. 1994)
- Stefan Ilzhöfer, cestista tedesco (Kirchheim unter Teck, n. 1995)
- Stefan Ivanović, ex cestista e allenatore di pallacanestro montenegrino (Podgorica, n. 1986)
- Stefan Janković, cestista serbo (Belgrado, n. 1993)
- Stefan Jović, cestista serbo (Niš, n. 1990)
- Stefan Kenić, cestista serbo (Belgrado, n. 1997)
- Stefan Lazarević, cestista serbo (Belgrado, n. 1996)
- Stefan Majer, cestista e allenatore di pallacanestro polacco (Varsavia, n. 1929 - Garwolin, † 2020)
- Stefan Marković, ex cestista serbo (Belgrado, n. 1988)
- Stefan Momirov, cestista serbo (Vršac, n. 1999)
- Stefan Moody, cestista statunitense (Kissimmee, n. 1993)
- Stefan Nastić, ex cestista serbo (Novi Sad, n. 1992)
- Stefan Nikolić, cestista serbo (Belgrado, n. 1997)
- Stefan Peno, cestista serbo (Belgrado, n. 1997)
- Stefan Petković, ex cestista svizzero (Zurigo, n. 1992)
- Stefan Pot, cestista serbo (Bijeljina, n. 1994)
- Stefan Schmidt, ex cestista tedesco (Schwandorf, n. 1989)
- Stefan Sinovec, cestista serbo (Belgrado, n. 1988)
- Stef Smith, cestista canadese (Ajax, n. 1999)
- Stefan Stojačić, cestista serbo (Novi Sad, n. 1989)
- Stefan Stojkov, cestista bulgaro (Mikre, n. 1938 - Pleven, † 2013)
- Stefan Todorović, cestista serbo (Belgrado, n. 2002)
- Stefan Wessels, ex cestista e dirigente sportivo olandese (Haarlem, n. 1984)
- Stefan Wójcik, cestista polacco (Cracovia, n. 1930 - † 1984)
- Stefan Živanović, cestista serbo (Belgrado, n. 1989)

## Ciclisti su strada(9)
- Stefan Adamsson, ex ciclista su strada svedese (Skövde, n. 1978)
- Stefan Bissegger, ciclista su strada e pistard svizzero (Weinfelden, n. 1998)
- Stefan Denifl, ex ciclista su strada austriaco (Fulpmes, n. 1987)
- Stefan van Dijk, ex ciclista su strada olandese (Honselersdijk, n. 1976)
- Stefan Küng, ciclista su strada e pistard svizzero (Wilen, n. 1993)
- Stefan Mair, ex ciclista su strada austriaco (n. 1990)
- Stefan Mutter, ex ciclista su strada e pistard svizzero (Basilea, n. 1956)
- Stefan Schumacher, ex ciclista su strada tedesco (Nürtingen, n. 1981)
- Stefan de Bod, ciclista su strada e pistard sudafricano (Worcester, n. 1996)

## Combinatisti nordici(2)
- Stefan Kreiner, ex combinatista nordico austriaco (n. 1973)
- Stefan Rettenegger, combinatista nordico austriaco (Schwarzach im Pongau, n. 2002)

## Compositori(1)
- Stefan Wolpe, compositore tedesco (Berlino, n. 1902 - New York, † 1972)

## Conduttori televisivi(1)
- Stefan Raab, conduttore televisivo, comico e cantante tedesco (Colonia, n. 1966)

## Cornisti(1)
- Stefan Dohr, cornista e docente tedesco (Münster, n. 1965)

## Diplomatici(1)
- Stefan von und zu Liechtenstein, diplomatico liechtensteinese (Klagenfurt am Wörthersee, n. 1961)

## Direttori d'orchestra(4)
- Stefan Anton Reck, direttore d'orchestra e pittore tedesco (Baden-Baden, n. 1960)
- Stefan Sanderling, direttore d'orchestra tedesco (Berlino Est, n. 1964)
- Stefan Soltész, direttore d'orchestra austriaco (Nyíregyháza, n. 1949 - Monaco di Baviera, † 2022)
- Stefan Solyom, direttore d'orchestra e compositore svedese (Stoccolma, n. 1979)

## Direttori della fotografia(1)
- Stefan Czapsky, direttore della fotografia statunitense (Oldenburg, n. 1950)

## Dirigenti sportivi(5)
- Stefan Kießling, dirigente sportivo e ex calciatore tedesco (Lichtenfels, n. 1984)
- Stefan Krauß, dirigente sportivo e ex sciatore alpino tedesco (n. 1967)
- Stefan Reuter, dirigente sportivo e ex calciatore tedesco (Dinkelsbühl, n. 1966)
- Stefan Schwoch, dirigente sportivo e ex calciatore italiano (Bolzano, n. 1969)
- Stefan Zisser, dirigente sportivo e ex hockeista su ghiaccio italiano (Bolzano, n. 1980)

## Filosofi(1)
- Stefan Lorenz Sorgner, filosofo tedesco (Wetzlar, n. 1973)

## Fondisti(3)
- Stefan Dotzler, ex fondista tedesco occidentale (Monaco di Baviera, n. 1960)
- Stefan Kunz, ex fondista liechtensteinese (Vaduz, n. 1972)
- Stefan Zelger, fondista italiano (Bolzano, n. 1995)

## Generali(2)
- Stefan Janev, generale e politico bulgaro (Popovica, n. 1960)
- Stefan von Wernhardt, generale austriaco (Hermannstadt, n. 1806 - Vienna, † 1869)

## Giocatori di beach volley(1)
- Stefan Kobel, ex giocatore di beach volley svizzero (Winterthur, n. 1974)

## Giocatori di calcio a 5(1)
- Stefan Rakić, giocatore di calcio a 5 serbo (n. 1993)

## Giocatori di football americano(11)
- Stefan Borković, giocatore di football americano serbo
- Stefan Conić, ex giocatore di football americano serbo (n. 1993)
- Stefan Dedić, ex giocatore di football americano serbo
- Stefan Drecun, giocatore di football americano serbo
- Stefan Fritsche, ex giocatore di football americano svizzero
- Stefan Gamlin, ex giocatore di football americano tedesco (n. 1970)
- Stefan Humphries, ex giocatore di football americano statunitense (Fort Lauderdale, n. 1962)
- Stefan Mau, ex giocatore di football americano e allenatore di football americano tedesco (n. 1961)
- Stefan Novašikić, ex giocatore di football americano serbo
- Stefan Postel, ex giocatore di football americano austriaco (n. 1988)
- Stefan Đurić, giocatore di football americano serbo

## Giornalisti(2)
- Stefan Aust, giornalista tedesco (Stade, n. 1946)
- Stefan Lux, giornalista, poeta e regista slovacco (Malacky, n. 1888 - Ginevra, † 1936)

## Hockeisti su ghiaccio(9)
- Stefan Bacher, hockeista su ghiaccio austriaco (Vienna, n. 1989)
- Stefan Della Rovere, hockeista su ghiaccio canadese (Richmond Hill, n. 1990)
- Stefan Lassen, ex hockeista su ghiaccio danese (Herning, n. 1985)
- Stefan Liv, hockeista su ghiaccio svedese (Gdynia, n. 1980 - Jaroslavl', † 2011)
- Stefan Pettersson, ex hockeista su ghiaccio svedese (Farsta, n. 1977)
- Stefan Schnyder, ex hockeista su ghiaccio svizzero (Zurigo, n. 1983)
- Stefan Ulmer, hockeista su ghiaccio austriaco (Dornbirn, n. 1990)
- Stefan Unterkofler, ex hockeista su ghiaccio italiano (Bolzano, n. 1989)
- Stefan Örnskog, ex hockeista su ghiaccio svedese (Jönköping, n. 1969)

## Imprenditori(1)
- Stefan Persson, imprenditore svedese (Stoccolma, n. 1947)

## Informatici(1)
- Stefan Meyer-Kahlen, programmatore tedesco (Düsseldorf, n. 1968)

## Ingegneri(2)
- Stefan Bryła, ingegnere polacco (Cracovia, n. 1886 - Varsavia, † 1943)
- Stefan Kudelski, ingegnere polacco (Varsavia, n. 1929 - Cheseaux-sur-Lausanne, † 2013)

## Kickboxer(1)
- Stefan Leko, kickboxer e artista marziale tedesco (Mostar, n. 1974)

## Lottatori(2)
- Stefan Angelov, lottatore bulgaro (Bjala Voda, n. 1947 - † 2019)
- Stefan Reichmuth, lottatore svizzero (n. 1994)

## Matematici(4)
- Stefan Banach, matematico polacco (Cracovia, n. 1892 - Leopoli, † 1945)
- Stefan Cohn-Vossen, matematico tedesco (Breslavia, n. 1902 - Mosca, † 1936)
- Stefan Mazurkiewicz, matematico polacco (Varsavia, n. 1888 - Grodzisk Mazowiecki, † 1945)
- Stefan Zubrzycki, matematico polacco (Zawichost, n. 1927 - Breslavia, † 1968)

## Mezzofondisti(1)
- Stefan Nillessen, mezzofondista olandese (n. 2003)

## Militari(1)
- Stefan Baretzki, militare tedesco (Černivci, n. 1919 - Bad Nauheim, † 1988)

## Musicisti(2)
- Pole, musicista tedesco (Düsseldorf, n. 1967)
- Hainbach, musicista e compositore tedesco (Freiburg im Breisgau, n. 1978)

## Nobili(1)
- Stefan Bogoridi, nobile ottomano (Kotel, n. 1775 - Istanbul, † 1859)

## Numismatici(1)
- Stefan Schlick, numismatico ceco (Schlackenwerth, n. 1487 - Mohács, † 1526)

## Nuotatori(2)
- Stefan Nystrand, ex nuotatore svedese (Haninge, n. 1981)
- Stefan Pfeiffer, ex nuotatore tedesco (Amburgo, n. 1965)

## Pallamanisti(1)
- Stefan Lövgren, ex pallamanista e dirigente sportivo svedese (Partille, n. 1970)

## Pallanuotisti(1)
- Stefan Mitrović, ex pallanuotista serbo (Belgrado, n. 1988)

## Pallavolisti(1)
- Stefan Hübner, ex pallavolista tedesco (Bielefeld, n. 1975)

## Pattinatori artistici su ghiaccio(1)
- Stefan Lindemann, ex pattinatore artistico su ghiaccio tedesco (Erfurt, n. 1980)

## Pattinatori di velocità su ghiaccio(1)
- Stefan Groothuis, pattinatore di velocità su ghiaccio olandese (Brummen, n. 1981)

## Pianisti(1)
- Stefan Askenase, pianista polacco (Leopoli, n. 1896 - Colonia, † 1985)

## Piloti automobilistici(2)
- Stefan Bellof, pilota automobilistico tedesco (Gießen, n. 1957 - Stavelot, † 1985)
- Stefan Johansson, pilota automobilistico svedese (Växjö, n. 1956)

## Piloti motociclistici(6)
- Stefan Bradl, pilota motociclistico tedesco (Augusta, n. 1989)
- Stefan Dörflinger, pilota motociclistico svizzero (Nagold, n. 1948)
- Stefan Everts, pilota motociclistico belga (Bree, n. 1972)
- Stefan Merriman, pilota motociclistico australiano (Tauranga, n. 1973)
- Stefan Nebel, pilota motociclistico tedesco (Velbert, n. 1981)
- Stefan Prein, pilota motociclistico tedesco (Wuppertal, n. 1965)

## Pistard(3)
- Stefan Bötticher, pistard tedesco (Leinefelde-Worbis, n. 1992)
- Stefan Nimke, pistard tedesco (Hagenow, n. 1978)
- Stefan Steinweg, ex pistard tedesco (Dortmund, n. 1969)

## Pittori(2)
- Stefan Bakałowicz, pittore polacco (Varsavia, n. 1857 - Roma, † 1947)
- Stefan Szczesny, pittore tedesco (Monaco di Baviera, n. 1951)

## Poeti(3)
- Stefan Brecht, poeta, critico teatrale e filosofo statunitense (Berlino, n. 1924 - New York, † 2009)
- Stefan George, poeta tedesco (Büdesheim, n. 1868 - Minusio, † 1933)
- Z'EV, poeta, percussionista e artista statunitense (Los Angeles, n. 1951 - Chicago, † 2017)

## Politici(6)
- Stefan Brupbacher, politico svizzero (Zurigo, n. 1967)
- Stefan Eck, politico tedesco (Homburg, n. 1956)
- Stefan Petzner, politico austriaco (Tamsweg, n. 1981)
- Stefan Schostok, politico tedesco (Hildesheim, n. 1964)
- Stefan Sofijanski, politico bulgaro (Sofia, n. 1951)
- Stefan Stambolov, politico bulgaro (Veliko Tărnovo, n. 1853 - Sofia, † 1895)

## Presbiteri(1)
- Stefan Grelewski, presbitero polacco (Dwikozy, n. 1898 - Dachau, † 1941)

## Principi(1)
- Stefano III Lazaro, principe serbo (Kruševac - Mladenovac, † 1427)

## Produttori discografici(1)
- Shantel, produttore discografico, cantante e disc jockey tedesco (Mannheim, n. 1968)

## Rapper(1)
- Trettmann, rapper e cantante tedesco (Karl-Marx-Stadt, n. 1973)

## Registi(3)
- Stefan Bartmann, regista e sceneggiatore tedesco (Berlino, n. 1950)
- Stefan Jarl, regista svedese (Skara, n. 1941)
- Stefan Ruzowitzky, regista e sceneggiatore austriaco (Vienna, n. 1961)

## Religiosi(1)
- Stefan Vonifat'ev, religioso russo († 1656)

## Rugbisti a 15(1)
- Stefan Basson, rugbista a 15 e allenatore di rugby a 15 sudafricano (Ceres, n. 1982)

## Saggisti(1)
- Stefan Klein, saggista e scrittore tedesco (Monaco di Baviera, n. 1965)

## Saltatori con gli sci(6)
- Stefan Horngacher, ex saltatore con gli sci austriaco (Wörgl, n. 1969)
- Stefan Hula, saltatore con gli sci polacco (Szczyrk, n. 1986)
- Stefan Kraft, saltatore con gli sci austriaco (Schwarzach im Pongau, n. 1993)
- Stefan Stannarius, ex saltatore con gli sci tedesco orientale (Gräfenthal, n. 1961)
- Stefan Thurnbichler, ex saltatore con gli sci austriaco (Innsbruck, n. 1984)
- Stefan Zünd, ex saltatore con gli sci svizzero (Zurigo, n. 1969)

## Santi(1)
- Stefan III Branković, santo serbo (Belgrado - Belgrado di Varmo, † 1476)

## Schermidori(2)
- Stefan Hörger, ex schermidore tedesco (n. 1961)
- Stefan Rosenbauer, schermidore tedesco (Biberach an der Riß, n. 1896 - Rio de Janeiro, † 1967)

## Sciatori alpini(18)
- Stefan Babinsky, sciatore alpino austriaco (Brema, n. 1996)
- Stefan Brennsteiner, sciatore alpino austriaco (Zell am See, n. 1991)
- Stefan Curra, ex sciatore alpino austriaco (n. 1975)
- Stefan Eichberger, sciatore alpino austriaco (n. 2000)
- Stefan Grunder, ex sciatore alpino svizzero (n. 1965)
- Stefan Kogler, ex sciatore alpino tedesco (Hausham, n. 1981)
- Stefan Kälin, ex sciatore alpino svizzero (Einsiedeln, n. 1942)
- Stefan Luitz, ex sciatore alpino tedesco (Bolsterlang, n. 1992)
- Stefan Moser, ex sciatore alpino austriaco (n. 1981)
- Stefan Niederseer, ex sciatore alpino austriaco (Saalbach, n. 1962)
- Stefan Overgaard, ex sciatore alpino canadese (n. 1978)
- Stefan Pistor, ex sciatore alpino tedesco (n. 1962)
- Stefan Rieser, sciatore alpino austriaco (n. 1999)
- Stefan Rogentin, sciatore alpino svizzero (Lenzerheide, n. 1994)
- Stefan Sollander, ex sciatore alpino svedese (n. 1950)
- Stefan Stankalla, ex sciatore alpino tedesco (Garmisch-Partenkirchen, n. 1975)
- Stefan Thanei, ex sciatore alpino e sciatore freestyle italiano (Silandro, n. 1981)
- Stefan Šalamanov, ex sciatore alpino bulgaro (Sofia, n. 1970)

## Scrittori(10)
- Stefan Andres, scrittore tedesco (Treviri, n. 1906 - Roma, † 1970)
- Stefan Merrill Block, scrittore statunitense (Plano, n. 1982)
- Stefan Brijs, scrittore belga (Genk, n. 1969)
- Stefan Hertmans, scrittore belga (Gand, n. 1951)
- Stefan Heym, scrittore tedesco (Chemnitz, n. 1913 - Ein Bokek, † 2001)
- Stefan Lindberg, scrittore, drammaturgo e traduttore svedese (Alingsås, n. 1971)
- Stefan Shundi, scrittore, critico letterario e avvocato albanese (Tirana, n. 1906 - Tirana, † 1947)
- Stefan Żeromski, scrittore polacco (Strawczyn, n. 1864 - Varsavia, † 1925)
- Stefan Zweig, scrittore, drammaturgo e giornalista austriaco (Vienna, n. 1881 - Petrópolis, † 1942)
- Stefan Jerzy Zweig, scrittore austriaco (Cracovia, n. 1941 - Vienna, † 2024)

## Scrittori di fantascienza(1)
- Stefan Wul, scrittore di fantascienza francese (Parigi, n. 1922 - Évreux, † 2003)

## Slittinisti(4)
- Stefan Höhener, ex slittinista svizzero (Gais, n. 1980)
- Stefan Ilsanker, ex slittinista tedesco occidentale (Berchtesgaden, n. 1965)
- Stefan Kjernholm, slittinista svedese (Stoccolma, n. 1951 - Umeå, † 2023)
- Stefan Krauße, ex slittinista tedesco (Ilmenau, n. 1967)

## Snowboarder(1)
- Stefan Baumeister, snowboarder tedesco (Bad Aibling, n. 1993)

## Sociologi(1)
- Stefan Vanistendael, sociologo belga (Utrecht, n. 1951)

## Sollevatori(6)
- Stefan Botev, ex sollevatore bulgaro (Harmanli, n. 1968)
- Stefan Dimitrov, sollevatore bulgaro (Travnik, n. 1957 - Germania, † 2011)
- Stefan Georgiev, ex sollevatore bulgaro (n. 1975)
- Stefan Grützner, ex sollevatore tedesco orientale (Chemnitz, n. 1948)
- Stefan Leletko, sollevatore polacco (Świdnica, n. 1953 - Opole, † 2012)
- Stefan Topurov, ex sollevatore bulgaro (Asenovgrad, n. 1964)

## Sovrani(1)
- Stefano Uroš I, sovrano serbo (Novi Pazar, † 1277)

## Storici(2)
- Stefan Sonderegger, storico, linguista e militare svizzero (Herisau, n. 1927 - Herisau, † 2017)
- Stefan Weinfurter, storico tedesco (Prachatice, n. 1945 - † 2018)

## Tennisti(5)
- Stefan Edberg, ex tennista svedese (Västervik, n. 1966)
- Stefan Eriksson, ex tennista svedese (Enköping, n. 1963)
- Stefan Kozlov, tennista macedone (Skopje, n. 1998)
- Stefan Kruger, ex tennista sudafricano (Città del Capo, n. 1966)
- Stefan Simonsson, ex tennista svedese (Hyltebruk, n. 1960)

## Triatleti(1)
- Stefan Zachäus, triatleta lussemburghese (Wurzen, n. 1990)

## Vescovi cattolici(3)
- Stefan Oster, vescovo cattolico tedesco (Amberg, n. 1965)
- Stefan Regmunt, vescovo cattolico polacco (Krasnystaw, n. 1951)
- Stefan Walczykiewicz, vescovo cattolico polacco (Gostynin, n. 1886 - Luc'k, † 1940)

## Vescovi ortodossi(1)
- Stefan I di Bulgaria, vescovo ortodosso e teologo bulgaro (Široka lăka, n. 1878 - Banja, † 1957)

## Violinisti(2)
- Stefan Frenkel, violinista e docente polacco (Varsavia, n. 1902 - New York City, † 1979)
- Stefan Milenkovich, violinista serbo (Belgrado, n. 1977)

## Senza attività specificata(3)
- Stefan Gimpl, ex snowboarder austriaco (Leogang, n. 1979)
- Stefan Mladenov, slavista bulgaro (Vidin, n. 1880 - Sofia, † 1963)
- Stefan Sagmeister, grafico e tipografo austriaco (Bregenz, n. 1962)